# Lala &ce
Lala &ce (prononciation: Lala Ace, /ˌlɑːˈlɑː eɪs/), de son vrai nom Mélanie Berthinier, née le 2 novembre 1994 à Bron, est une rappeuse et chanteuse française d’origine franco-ivoirienne.

## Biographie
Lala &ce commence sa carrière musicale à Lyon en s'inspirant de la scène SoundCloud rap sur Internet et en travaillant sa voix avec le logiciel Auto-Tune. Elle fait la rencontre de Jorrdee avec qui elle partage des affinités musicales et fait ses armes. Elle participe à ses côtés au collectif 667 de Freeze Corleone.
Sa première mixtape, Le Son d'après, sort en 2019. Les critiques qualifient son style de cloud rap.
Le 29 janvier 2021, elle sort son premier album : Everything Tasteful.
En septembre 2021, la rappeuse et le compositeur Low Jack ont mené une comédie musicale, Baiser mortel. Ce projet est une production inédite de la Pinault Collection mettant en scène une folle histoire d'amour, inspirée du film La mort prend des vacances, un film de 1934 réalisé par Mitchell Leisen.
Lala &ce revient le 22 juillet 2022 avec un nouvel EP 8 titres intitulé SunSystem.
En 2023, Lala &ce est à l'affiche du Grünt 58. Le 2 février 2024 sort son deuxième album, Solstice,. Les Inrockuptibles qualifie l'album de « singulier et attachant ».
En 2025, Lala &ce fera ses débuts cinématographiques dans Chien 51 de Cédric Jimenez, l'adaptation du roman éponyme de Laurent Gaudé.

## Discographie

### Collaborations
- 2013 : Jorrdee - Usines Asiatiques feat. Lahoré (sur l'album Notre jour viendra)
- 2015 : Jorrdee - Kilo feat. Lala &ce (sur l'album La 25ème Heure)
- 2016 : Freeze Corleone - Élèves feat. Lala &ce (sur la mixtape Vieilles Merdes, Vol. ll)
- 2017 : Zuukou Mayzie - Pussy Wagon feat. Lala &ce (sur la mixtape Disneyland)
- 2017 : Jorrdee - COLORS feat. Lala &ce (sur l'album Belle de Jour)
- 2017 : Jorrdee - Faussaire feat. Lala &ce (sur l'album Avant)
- 2018 : Zuukou Mayzie - Super garçon feat. Lala &ce (sur la mixtape J.m.u.a.z)
- 2019 : Almeria - Drugs feat. Lala &ce, Jorrdee (sur l'album Hijo)
- 2020 : Lafawndah - Le Malentendu feat. Lala &ce (sur l'album The Fifth Season)
- 2021 : Lala &ce, Jäde, Alkakris - Tout d'un coup (sur la mixtape Tambora)
- 2021 : Vladimir Cauchemar - Ace of Spade feat. Lala &ce (sur l'EP Brrr)
- 2021 : Squidji - BZ feat. Lala &ce (sur l'album Ocytocine de Squidji)
- 2021 : Tawsen - Tsunami feat. Lala &ce (sur la mixtape Nessun Dorma)
- 2021 : Nemir - F.M.E feat. Lala &ce (sur l'EP Ora)
- 2021 : Malik Djoudi - Point Sensible feat. Lala &ce (sur l'album Troie)
- 2021 : Baiser Mortel[16] avec Low Jack
- 2023 : Shobee - Sad Situation feat. Lala &ce (sur l'album HOWLS)
- 2024 : Sexxy Red feat La Fève (sur l'album Solstice)
- 2024 : Mosty - En tas feat. Lala &ce

## Filmographie
- 2025 : Chien 51 de Cédric Jimenez